# Regionaal Archief Zutphen
Het Regionaal Archief Zutphen (RAZ) is een Nederlands regionaal archief voor de gemeenten Brummen, Lochem en Zutphen. Het RAZ is gevestigd in de stad Zutphen.

## Geschiedenis
De drie gemeenten startten in 2000 hun samenwerking op het gebied van archivering. Deze samenwerking ging in 2007 verder onder de naam Regionaal Archief Zutphen.
Als onderdeel van de samenwerking heeft het RAZ de bouwdossiers van de gemeenten gedigitaliseerd en in een elektronisch depot opgeslagen. Hierna zijn de papieren dossiers vernietigd.
In 2018 kreeg het RAZ de fotocollectie van museum Het Groot Graffel uit Warnsveld in bewaring, nadat de expositieruimte van het museum moest worden gesloopt.